# Fotolibro

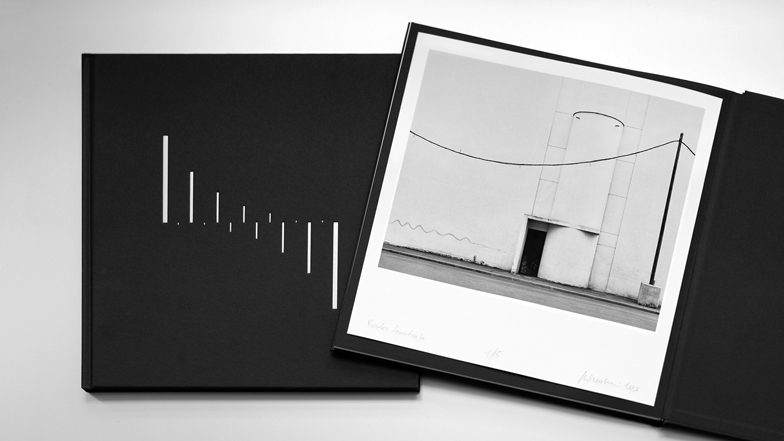
Portada de fotolibro y foto original (edición limitada) de "Border Soundscapes" de Pino Musi, punto de partida de la obra "Polyphōnia".

Fotobook, Photobook o Fotolibro es un libro con fotos.

## Historia
Los primeros fotolibros se caracterizan por su uso de la impresión fotográfica como parte de su tecnología de reprografía. Las impresiones fotográficas eran insertadas en lugar de imprimir directamente sobre el mismo tipo de papel utilizado para el texto impreso con tipografía. Muchos de los primeros títulos fueron impresos en ediciones muy pequeñas y fueron lanzados como fascículos coleccionables a una red de lectores bien informados y privilegiada. Pocos ejemplos originales de estos libros han sobrevivido hasta hoy, debido a su vulnerabilidad a la luz y los daños causados por manipulación frecuente.
El que es sin duda el primer fotolibro se titula Photographs of British Algae: Cyanotype Impressions (1843–53) y fue creado por Anna Atkins. El libro fue lanzado como un parte de un trabajo para ayudar a la comunidad científica en la identificación de especies marinas. Realizado con Cianotipia, los especímenes se imprimían por contacto con papel fotosensible, por ello la palabra "impresión" en el título del libro.
Desde la aparición de la cámara digital, (la eliminación del rollo, revelado e impresión) el mercado de la fotografía impresa se ha visto afectado. Hoy en día la mayoría de las personas cuentan con un acervo personal virtual, el cual aun teniendo muchas ventajas carece de lo tangible. Para poder acceder a él se necesita forzosamente de un medio digital. Gracias a esto el mercado cautivo con el que contaba (la fotografía impresa) se está reubicando en los fotolibros.
Los fotolibros han revolucionado el mercado editorial, de imprenta y de la fotografía a nivel mundial, siendo un novedoso producto con un crecimiento del 64% anual. Se trata de un original y evolucionado concepto en donde se puede colocar todas las imágenes, fotografías, textos y diseños, tomando el estilo de un libro.

### En Japón
Fotógrafos como Shinzō Fukuhara producían fotolibros en la década de 1920. En los años de la posguerra disminuyó el precio los libros de fotografía, como los muchos volúmenes de Iwanami Shashin Bunko. A partir de la década de 1950, muchos fotógrafos, en su mayoría japoneses, han tenido fotolibros publicados.
Sin embargo, la simple traducción al japonés de la fotolibro es shashinshū (写真 集), y la sección de shashinshū, en una librería japonesa típica, está llena de libros de fotografías documentales de poca o ninguna calidad artística, sino que en su lugar retratan a las celebridades convencionalmente populares de la actualidad. Muchos de ellos son de los modelos de pastel de queso (guradoru), o actrices porno (nūdoru), mientras que otros son de los cantantes, presentadores de televisión profesionales, de deportistas (a menudo los luchadores) y así sucesivamente.

### En España
Aunque la publicación de fotolibros en España se había producido con cierta frecuencia, la explosión del fotolibro en España se sitúa alrededor del año 2009. Se produce como una reacción ante la crisis, en la que los fotógrafos apuestan por la autoedición para dar a conocer sus proyectos. Libros como 'Afronautas' de Cristina de Middel o ´Paloma al aire' de Ricardo Cases apoyados por fotógrafos influyentes como Martin Parr, contribuyeron a dar a conocer los fotolibros de fotógrafos españoles internacionalmente.
Algunas colecciones destacadas a nivel nacional son las de la Biblioteca y Centro de Documentación del Museo Nacional Centro de Arte Reina Sofía, la de la Biblioteca de la Facultad de Bellas Artes de la Universidad Complutense de Madrid, y la colección de Gabriela Cendoya Bergareche, conservada en el Centro de Documentación y Biblioteca del Museo San Telmo.

## Fotolibros Comerciales Personalizados
La mayoría de las compañías que trabajan haciendo fotolibros ofrecen un software, que generalmente es gratuito.
A través de la web de la compañía, se puede descargar el software gratuito y se puede diseñar libros con las fotos digitales. Estos softwares se basan de plantillas, en donde sencillamente se puede arrojar imágenes dentro de las mismas y de esta manera ir diseñando el libro al gusto. Muchos softwares tiene ciertas herramientas para modificar las fotos. Rotarlas, cortarlas y desvanecerlas, así como agregarle perfil en blanco y negro, o bien en sepia.
El proceso de envío generalmente es por medio del mismo software. Pudiéndose pedir y enviar el producto terminado vía Internet.

## Fechas de publicaciones de algunos fotolibros
- 1843 - Cyanotypes of British Algae por Anna Atkins
- 1928 - Metal por Germaine Krull
- 1928 – Die Welt ist Schön por Albert Renger-Patzsch
- 1930 – Atget Photographe de Paris por Eugène Atget
- 1931 – Face of the Times por August Sander
- 1933 – Paris de Nuit por Brassaï
- 1936 – The English at Home por Bill Brandt
- 1937 – You Have Seen Their Faces por Margaret Bourke-White
- 1938 – American Photographs por Walker Evans
- 1939 – An American Exodus por Dorothea Lange
- 1939 – Changing New York por Berenice Abbott
- 1941 – Let Us Now Praise Famous Men por Walker Evans y James Agee
- 1945 – Naked City por Weegee
- 1952 – The Decisive Moment por Henri Cartier Bresson
- 1955 – The Sweet Flypaper of Life por Roy Decarava y Langston Hughes
- 1959 – The Americans por Robert Frank
- 1959 – Jazz por Ed van der Elsken
- 1961 – Perspective of Nudes por Bill Brandt
- 1964 – The End of the Game por Peter Beard
- 1964 – A Way of Seeing por Helen Levitt
- 1966 – Many Are Called por Walker Evans
- 1966 – Every Building on the Sunset Strip por Ed Ruscha
- 1968 – The Bikeriders por Danny Lyon
- 1969 – The Animals por Garry Winogrand
- 1970 – Anonyme Skulpturen por Bernd Becher y Hilla Becher
- 1970 – East 100th St por Bruce Davidson
- 1970 – Self Portrait por Lee Friedlander
- 1970 – Diary of a Century por Jacques-Henri Lartigue
- 1971 – Tulsa por Larry Clark
- 1982 – A Loud Song por Danny Seymour
- 1972 – Diane Arbus por Diane Arbus
- 1973 – Suburbia por Bill Owens
- 1974 – The New West por Robert Adams
- 1974 – The New Industrial Parks Near Irvine California por Lewis Baltz
- 1976 – William Eggleston’s Guide por William Eggleston
- 1976 – The American Monument by Lee Friedlander
- 1976 – Carnival Strippers por Susan Meiselas
- 1977 – Evidence por Mike Mandel y Larry Sultan
- 1979 – Lisette Model por Lisette Model
- 1983 – The Lines of My Hand por Robert Frank
- 1985 – Rich and Poor por Jim Goldberg
- 1986 – The Ballad of Sexual Dependency por Nan Goldin
- 1986 – O Rio de Janeiro por Bruce Weber
- 1986 – The Last Resort por Martin Parr